# ناتالي روسيل
ناتالي روسيل (بالفرنسية: Nathalie Roussel)‏ هي ممثلة فرنسية (ولدت في 14 أيلول / سبتمبر 1956) عملت في التمثيل في المسرح، والتلفزيون والسينما. ومن أفضل أفلامها في 1991 افلام (My Father's Glory) و(My Mother's Castle)

## وصلات خارجية
- ناتالي روسيل على موقع IMDb (الإنجليزية)
- ناتالي روسيل على موقع ألو سيني (الفرنسية)
- ناتالي روسيل على موقع ميوزك برينز (الإنجليزية)
- ناتالي روسيل على موقع أول موفي (الإنجليزية)
- ناتالي روسيل على موقع قاعدة بيانات الأفلام السويدية (السويدية)
- ناتالي روسيل على موقع قاعدة بيانات الفيلم (الإنجليزية)
- ناتالي روسيل على موقع كينوبويسك (الروسية)